# Francesca Civerchia
Francesca Civerchia, née le 18 septembre 1977, est une femme politique saint-marinaise. Elle est capitaine-régente, avec Dalibor Riccardi, du 1er octobre 2024 au 1er avril 2025.

## Biographie
Née le 18 septembre 1977 à Saint-Marin, Civerchia est diplômée en sociologie de la santé et se spécialise ensuite en communication, criminologie, addictions pathologiques et handicap. Depuis 2000, elle travaille comme sociologue à l'Institut de sécurité sociale de Saint-Marin, où elle est responsable du service handicap et soins résidentiels.

### Carrière politique
Depuis 2013, Civerchia est membre du Parti démocrate-chrétien saint-marinais (PDCS). Lors des élections législatives de 2019, elle est élue pour le PDCS au Grand Conseil général et est réélue en 2024. En 2021, Civerchia présente un projet de loi, approuvé à une large majorité en 2022, visant à mettre en œuvre des formes de soutien aux femmes enceintes seules et aux familles monoparentales dans des conditions sociales et économiques graves. Elle est membre de la commission permanente du conseil sur l'hygiène et la santé et de la commission des affaires étrangères, ainsi que de la commission d'enquête du conseil sur les responsabilités politiques présumées des sociétés de crédit administratif. En outre, elle est membre du Conseil des Douze et est chef de délégation à l'Assemblée parlementaire de la Méditerranée. 
Avec Dalibor Riccardi, elle est élue capitaine-régente pour la période du 1er octobre 2024 au 1er avril 2025.